# Kraftwerk Donaustetten
Das Kraftwerk Donaustetten ist ein Ausleitungskraftwerk an der Donau.
Das 1926 erbaute und 1974 erneuerte Kraftwerk  liegt bei Donaustetten am Ende des beim Wehr nördlich von Ersingen abzweigenden, fast sechs Kilometer langen Kraftwerkkanals Donaustetten. Es wird von den Stadtwerken Ulm/Neu-Ulm betrieben. Die Fallhöhe zum Unterwasser der Donau beträgt 7,2 Meter. Das Kraftwerk ist für einen Durchfluss von 96 Kubikmeter je Sekunde ausgelegt und kann auch im Schwellbetrieb genutzt werden. Die elektrische Leistung beträgt 4,5 MW.